# Sony Xperia 10
A Sony Xperia 10 (I3113, I3123, I4113, I4193) egy középkategóriás androidos okostelefon, amelyet a gyártó Sony 2019-ben dobott piacra. Kódneve Kirin. A Sony Xperia XA2 utódja, eredetileg XA3 néven tervezték kiadni. Az első duplakamerás Sony-mobilok egyike, mely szokatlan, 21:9 képátlóval rendelkezik. Nagyobb méretű variánsa a Sony Xperia 10 Plus.

## Hardver
A 2019-es telefonjait a korábbiakhoz képest alaposan áttervezte a Sony. Elsőre legjellegzetesebb újdonsága a 21:9-es képarány, melynek köszönhetően a kijelző megnyúlt, de keskenyebb is, mint más gyártók telefonjai. Ennek oka a gyártó szerint az, hogy a mozifilmek képaránya is ekkora, és így tökéletes élményt szolgáltat filmnézéskor. A Netflix-szel való együttműködésnek köszönhetően amely tartalom ebben a képarányban elérhető, úgy azt a maximális elérhető felbontásban lehet megtekinteni rajta.
A telefon háza matt műanyag, kék, fekete, ezüst és rózsaszín színekben készült. Az előlapot Gorilla Glass biztonsági üveg védi, felül a beszélgetési hangszóró, egy értesítési LED, és az előlapi kamera található a viszonylag vékony káván. A kijelző a másik három oldalon egészen a szélekig ér. Az egyébként szögletes telefon szélei lekerekítettek. Felül található a jack dugó bemenete, alul pedig két hangszóró és az USB-C bemenet található. Bal oldalon lehet behelyezni a tű nélkül is eltávolítható tálcába a nanoSIM-kártyát illetve a microSD-kártyát (ez utóbbi helyett a dupla SIM-es variációban egy második SIM is behelyezhető). Jobb oldalon a már nem kerek alumíniumból készült be/kikapcsoló gomb található, valamint az ujjlenyomat-olvasó, alatta pedig a hangerőszabályozó gombok. A korábban védjegynek számító dedikált kamera-gomb lekerült. A hátlapon fent található a vaku és a dupla kamera (a második mélységérzékelésre alkalmas), középen a Sony-, lent pedig az Xperia-felirat olvasható, plusz az NFC-képességet igazoló logó.
Hardveroldalon a processzor megmaradt az XA2-esben is megtalálható Qualcomm Snapdragon 630-as nyolcmagos egység. Rendszermemóriája 3 GB, tárhelye 64 GB-os, amelyből kb. 15 GB van fenntartva az operációs rendszernek.
A dupla hátlapi kamera 13+5 megapixeles, az előlapi 8 megapixeles. A hátlapi kamera képes 21:9 arányban fényképeket és videót készíteni, rendelkezik 5x-ös digitális zoom-mal, háttérelmosás (bokeh) funkcióval, HDR fényképezési üzemmóddal, valamint videófelvétel terén 4K felbontású videót valamint 60 kép/másodperces formátumú videót és lassított felvételt is tud készíteni. Az előlapi kamera 8 megapixeles és kijelzővakuval rendelkezik, ezenkívül szoftveres szelfimóddal
Az akkumulátor kapacitása 2870 mAh, a töltéshez egy 1,5 A-es töltőfej + USB-kábel kombinációt biztosít a Sony. Az akkumulátor élettartamának meghosszabbításáért az adaptív töltés funkció, valamint az energiafelhasználást csökkentő STAMINA mód került a telefonba.

## Szoftver
A telefonra az Android 9.0 (Pie) szoftvere került fel. Első indításkor kiválasztható, mely szoftvereket szeretné megtartani a felhasználó az előtelepítettek közül, egyedül a Facebook, a Netflix és az Xperia Lounge nem távolítható el. A szoftverbe teljesen új launcher, a Google gyári megoldásához hasonlító megújult Xperia Kezdőképernyő került, ennek megfelelően a szoftveres vezérlőgombok is átalakultak: alapértelmezésben kétgombos, azaz csak a középső gomb jelenik meg, mely a Google és a legutóbb használt alkalmazások eléréséhez is használható, valamint bal oldalon a "vissza" gomb. Az alkalmazások már nem kaptak dedikált ikont, helyettük a képernyő felfelé simításával lehet belépni az alkalmazások listájába. Opcionálisan vissza lehet kapcsolni a hagyományos 3 gombos megoldást is. A kijelző hosszúsága miatt a felső rész elérése nehézkes lehet, ezért a Sony az Oldalérzékelő sáv nevű bővítménnyel egészítette ki a szoftvert - ez kikapcsolható, egyébként a leggyakrabban használt alkalmazások és funkciók, valamint az egykezes mód érhetőek el belőle. Bekerült az éjszakai fény, az intelligens háttérvilágítás-vezérlés valamint az adaptív fényerő. A nagy kijelző alkalmas az osztott képernyős üzemmódra is. A hangbeállítások terén a Sony ClearAudio+ üzemmódja és a DSEE HX funkció az extra (előbbi optimalizálja a hangbeállításokat, utóbbi a tömörített zenefájlok fülhallgatón keresztüli feljavítására alkalmas). A telefon szoftvere képes a VoLTE (Voice over LTE) beszélgetések lebonyolítására is.
A készülék 2020 májusában megkapta az Android 10 frissítést. Ezzel új funkciók, többek között rendszerszintű sötét téma, gesztusvezérelhető felület, könnyített osztott képernyős alkalmazáshasználat, kissé átdolgozott oldalérzékelő sáv, rendszerezett értesítések, digitális jóllét funkció, valamint továbbfejlesztett adatvédelem és engedélykezelések kerültek be. Kisebb mértékben grafikusan is felfrissítésre került a rendszer.

## Sony Xperia 10 Plus
"Mermaid" kódnéven kiadták a telefon phablet változatát is (típuskódok: I3213, I3223, I4213, I4293). Apróbb eltérések vannak: a kijelző nagyobb (6,5''), ennek megfelelően a telefon is (167 x 73 x 8,3 milliméter). A processzor Qualcomm Snapdragon 636 (4 x 1,6 GHz + 4 x 1,8 GHz + Adreno 509 GPU), a RAM mérete nagyobb (4 GB), és az akkumulátor kapacitása (3000 mAh).